# St. Mary, South Elmham
St. Mary, South Elmham of Homersfield is een plaats en civil parish in het bestuurlijke gebied Waveney, in het Engelse graafschap Suffolk. In 2001 telde het civil parish 163 inwoners. Homersfield komt in het Domesday Book (1086) voor als 'Humbresfelda'.